# Vertrag von Versailles (1757)
Der (zweite) Vertrag von Versailles wurde am 1. Mai 1757 zwischen Frankreich und Österreich geschlossen. Im Rahmen des Siebenjährigen Krieges stellte er eine Erweiterung bei der Allianz aus dem Vorjahr zu einem Offensivbündnis dar. Es zielte nun konkret auf die Zerschlagung Preußens.
Frankreich steigerte nun seine Truppenhilfe auf 100.000 Soldaten. und versprach 12 Millionen Gulden für die Anwerbung von 10.000 deutschen Söldnern. Sofern Österreich die erhoffte Wiedereroberung Schlesiens gelingen sollte, verlangte Frankreich für seine Hilfe vier Städte der Österreichischen Niederlande. Zusätzlich sollten die Österreichischen Niederlande an Philipp von Parma fallen, den Vertreter einer bourbonischen Nebenlinie und Schwiegersohn Ludwigs XV. Damit hätten die Österreichischen Niederlande, wie etwa Spanien, unter indirektem französischen Einfluss gestanden.
Nachdem der anfangs erwartete rasche Sieg über das zahlenmäßig weit unterlegene Preußen ausblieb, verzichtete Frankreich allerdings im Dritten Versailler Vertrag (1758) auf alle Ansprüche in den Österreichischen Niederlanden. Im Gegenzug reduzierte es seine finanziellen und militärischen Hilfen an Habsburg, um sich auf den Kampf gegen Großbritannien zu konzentrieren.

## Inhalt

### Geplante territoriale Zerschlagung Preußens
Kaiserin Maria Theresia beabsichtigte eine entscheidende Schwächung seines Gegners, die durch dessen territoriale Zerschlagung erreicht werden sollte. Demnach wäre Preußen auf seinen Besitzstand von 1614 reduziert worden, indem ihm nur die Kurmark verblieben wäre.
Österreich beanspruchte Schlesien, die Grafschaft Glatz und das Herzogtum Crossen, sowie einige, noch nicht näher bestimmte Gebiete, an der der Grenze zu Preußen.
Für Kursachsen waren das Fürstentum Halberstadt und das Herzogtum Magdeburg vorgesehen. Bedingung war jedoch, dass Sachsen die Ober- und Niederlausitz (bis 1635 Länder der Böhmischen Krone) an Habsburg abträte.
Schweden sollte – gemäß den Präliminarien zum zweiten Versailler Vertrag – zunächst nur alle an Preußen seit 1679 verloren gegangenen Gebiete Schwedisch-Pommerns zurückerhalten. In der schließlich unterzeichneten Endfassung wurde ihm auch Hinterpommern versprochen.
Für die Kurpfalz und die Republik der Vereinigten Niederlande (république de Hollande [sic]) bestimmt waren (nach noch nicht festgelegtem Verteilerschlüssel) die preußischen Exklaven Kleve, Mark und Ravensberg (aus den vormaligen Vereinigten Herzogtümern Jülich-Kleve-Berg) sowie Obergeldern.
Das Zarenreich beanspruchte Ostpreußen. Russland plante, seine Neuerwerbung Polen anzubieten, im Tausch gegen das Herzogtum Kurland und Semgallen.

### Abtretung der Österreichischen Niederlande an bourbonische Nebenlinie
Für den Fall, dass Schlesien und Glatz tatsächlich wieder in den Besitz Österreichs übergingen, verlangte Frankreich die Abtretung der zum sog. Pré carré zählenden belgischen Barrierefestungen Ypern, Veurne (frz. Furnes), Mons und Fort Knokke (Fort Quenoque, im heutigen Lo-Reninge), außerdem die Hafenstädte Ostende und Nieuwpoort (Nieuport), deren beider Auslieferung als Unterpfand Frankreich schon im Vorfeld verlangte. Gleichzeitig wären die dortigen österreichischen Garnisonstruppen für den Krieg gegen Preußen frei geworden. Nach Kriegsende sollte Frankreich, auf eigene Kosten, die damals zu den Österreichischen Niederlanden gehörenden Festung Luxemburg schleifen dürfen. Die Herrschaft über die Österreichischen Niederlande (und damit Sitz und Stimme im Burgundischen Reichskreis und im Reichstag) sollte der bourbonische Infant Philipp von Parma erhalten, einschließlich der Titel und Wappen der Herzöge von Burgund und das Recht, das Goldene Vlies zu verleihen.
Im Gegenzug hatte dessen italienischer Besitz zurück an das Haus Habsburg zu fallen, das die Herzogtümer Parma und Piacenza und Guastalla im Frieden von Aachen (1748) an die Bourbonen verloren hatte.

### Annexion britischer Stützpunkte und hannoverscher Gebiete
Von Großbritannien plante Frankreich den Erwerb Gibraltars und Menorcas (beide für das bourbonische Spanien) sowie der Kanalinseln Jersey, Guernsey und Alderney (Origny). Das Herzogtum Bremen-Verden sollte dem britischen König (in seiner Eigenschaft als Kurfürst von Hannover) entzogen und (eventuell unter dänischer Oberherrschaft) restituiert werden.

## Hintergrund
Bei Abschluss des Zweiten Versailler Vertrages waren die unterzeichnenden Parteien und deren Verbündete noch der festen Ansicht, einen baldigen Sieg über Preußen erringen zu können. Zwar hatte der Preußenkönig Friedrich II. mit der Besetzung Sachsens (ab dem 29. August 1756, Auslösung des Dritten Schlesischen Krieges) das Überraschungsmoment für sich ausgenutzt und einige militärische Operationen für sich entschieden (u. a. Belagerung bei Pirna, Schlacht bei Lobositz). Das anti-preußische Lager glaubte aber, Preußen rasch niederringen zu können, sobald, nach dem Ende des Winters, das gesamte gemeinsame militärische Potential gegen den Feind aufgeboten werden konnte.
Tatsächlich erweiterte sich die Koalition nochmals, als der Regensburger Reichstag am 17. Januar 1757 die Reichsexekution gegen Preußen beschloss. Russland hatte am 22. Januar 1757 ein Bündnis mit Österreich unterzeichnet. Im März übte Schweden den Schulterschluss mit Habsburg. Auch Sachsen und Spanien schlugen sich auf die Seite der anti-britisch-preußischen Koalition.
Aus diesem Optimismus heraus wurde in Versailles das „Fell des Bären verteilt, bevor man ihn erlegt hatte“. Trotzdem enthielt der Vertrag auch Klauseln, die z. B. die Abtretung der Österreichischen Niederlande an die Bourbonen ausschlossen, falls Österreich die Wiedereroberung Schlesiens nicht gelänge.

## Folgen
Der Krieg trat ab dem Frühjahr 1757 in eine Phase zahlreicher blutiger Schlachten. Obwohl Preußen (Schlacht bei Kolin) und Großbritannien-Hannover (Schlacht bei Hastenbeck) zeitweilig kurz vor der Niederlage zu stehen schienen, blieb ein entscheidender Sieg der mit mehrfacher Übermacht angetretenen anti-preußischen Koalition aus.
In der Konsequenz verzichtete Frankreich im Dritten Versailler Vertrag (1758) auf alle Ansprüche in den Österreichischen Niederlanden. Im Gegenzug reduzierte es seine Hilfen an Habsburg, um sich ganz auf den Kampf gegen Großbritannien zu konzentrieren.
Letztlich führten 1763 allgemeine Kriegsmüdigkeit sowie das Ausscheren Russlands aus der anti-preußischen Koalition (nach dem Tod Zarin Elisabeths) zu dem für Preußen glimpflichen Frieden von Hubertusburg, in dem der status quo ante bellum festgeschrieben wurde. Frankreich indes verlor im Frieden von Paris (1763) seine Kolonien auf dem amerikanischen Festland und, bis auf wenige Handelsplätze, ganz Französisch-Indien.